# Triglava Corona
Triglava Corona est une corona, formation géologique en forme de couronne, située sur la planète Vénus par -53,5° S et 95° E. Elle est localisée dans le quadrangle de Fredegonde. Elle a été nommée en référence à Triglava, ancienne déesse slave de la Terre. 

## Géographie et géologie
Triglava Corona couvre une surface circulaire d'environ 400 km de diamètre. Cette formation fait partie des 59 coronae de plus de 400 km de diamètre sur la surface de Vénus.